# Natalie Geisenbergerová
Natalie Geisenbergerová, nepřechýleně Natalie Geisenberger (5. února 1988, Mnichov) je německá sáňkařka.
Na Zimních olympijských hrách 2014 v Soči získala zlaté medaile v závodu jednotlivkyň a v závodu smíšených družstev. Je též pětinásobnou mistryní světa.